# Ida Maria
Ida Maria, pseudonimo di Ida Maria Børli Sivertsen (Nesna, 13 luglio 1984), è una cantante norvegese.

## Biografia
Ida Maria è nata e cresciuta in una piccola città di Nesna, Nordland. Nel 2007 ha raggiunto un considerevole successo in Norvegia, dopo aver vinto due competizioni nazionali per artisti non conosciuti - Zoom urørt (2006) e Urørtkonkurransen (2007) - ed aver preso parte all'annuale festival dell'industria musicale norvegese by:Larm sia nel 2007 che nel 2008. I suoi due singoli "Oh My God" e "Stella" sono stati entrambi presenti nella programmazione radiofonica della stazione radio NRK P3.
La popolarità della cantante norvegese ha poi travalicato i confini nazionali raggiungendo il Regno Unito, dove Ida Maria è apparsa nel programma televisivo Later... with Jools Holland, è stata intervistata dal The Times ed ha preso parte al Glastonbury Festival.
Dopo essere stata nominata miglior artista RockIndie durante il BT Digital Music Awards del 2008, è stata in tour in Scandinavia, Regno Unito, Stati Uniti ed Australia
Ida Maria soffre di Sinestesia; nel suo caso, la contaminazione sensoriale prevede la visione di colori nell'atto di ascoltare della musica.

## Band
Per la realizzazione del suo primo album, Fortress Round My Heart, Ida Maria si è servita di una backing band:
- Ida Maria - vocalist, chitarra ritmica
- Stefan Törnby – chitarra solista
- Johannes Lindberg – basso elettrico
- Olle Lundin – batteria

## Discografia

### Album studio
- 2008 – Fortress Round My Heart
- 2010 - Katla

### Singoli
- Oh My God
- Drive Away My Heart
- Stella
- Queen of the World
- I Like You So Much Better When You're Naked
- Bad Karma